# Журавель Володимир Миколайович
Журавель Володимир Миколайович — український художник-скульптор. Народився 25 березня 1986 року, в місті Кременчук Полтавської області в родині художників. За рік родина переселилася до Києва. Почав ліпити в п'ять років. Скульптор відомий, як творець пам'ятника Анатолію Кузнєцову на Куренівці, скульптури «Малюки, що пускають кораблики» на Поштовій Площі, пам'ятника Іллі Муромцю в парку «Муромець» та пам'ятника Ігорю Сікорському у міжнародному аеропорту «Київ» ім. І. Сікорського.

## Освіта
2000-2004 рр. — Навчався в Державній художній середній школі ім. Т. Г. Шевченка у Києві.
З 2004 року навчався в Національній академії образотворчого мистецтва і архітектури. Закінчив у 2010 році, здобувши повну вищу освіту за спеціальністю «Образотворче та декоративно-прикладне мистецтво» та кваліфікацію художник-скульптор, дослідник, викладач.

## Творча діяльність
У 2004 році розробив і виконав медаль «Людина року», пізніше ця нагорода була вручена братам Віталію Кличку та Володимиру Кличку від Українського Інституту Америки в Нью-Йорку.
З 2005 року брав активну участь у міжнародних скульптурних симпозіумах, всеукраїнських виставках НСХУ, мистецьких фестивалях, скульптурних салонах, персональних і спільних виставках в галереях України і закордоном.
Вступив до НСХУ (Національна спілка художників України) у 2012 році.

### Виставки
- 2007 р. відбулася перша персональна виставка «Peoneers» (присвячена комахам) галерея «Триптих», Київ;
- 2010 р. Персональна виставка «Людодерева» галерея «Триптих», Київ[3];
- 2011 р. Спільна виставка з батьком Миколою Журавлем. Виставка Zhuravel&Zhuravel, Український Інститут в Америці, США, Нью-Йорк[4];
- 2012 р. Спільна виставка, за підтримки посольства України в Естонії «The Ukrainian Modern Art» Національна Бібліотека Естонії, "Галерея 6 поверху ", Естонія, Таллін[4].

### Пам'ятники
- 2009 р. створив Пам’ятник Анатолію Кузнецову автору роману-документу «Бабин Яр» і жертвам, які загинули від рук нацистських окупантів, Київ, на розі вул. Кирилівської та вул. Петропавлівської[5];
- 2015 р. Створив пам'ятник диптіх «Мандрівка на Джаладуті» присвячена видатному філософу, духовному лідеру А. Ч. Бхактіведанті Свамі Прабгупаді, бронза, латунь, граніт. Одна частина — Калькута, Індія; Друга частина — Бостон, США[1];
- 2017 р. Створив скульптурну композицію «Малюки, що пускають кораблики», бронза, латунь. Реконструйована Поштова площа, Київ, Україна[6];
- 2018 р. Створив кінний монумент «Ілля Муромець», бронза, граніт. Парк «Муромець», поруч Північний міст (колишній парк «Дружби народів», Північний міст)[7];
- 2019 р. Створив Пам'ятник Ігорю Сікорському, бронза, граніт. Поблизу Міжнародного аеропорту «Київ» ім. І. Сікорського[8].

## Галерея

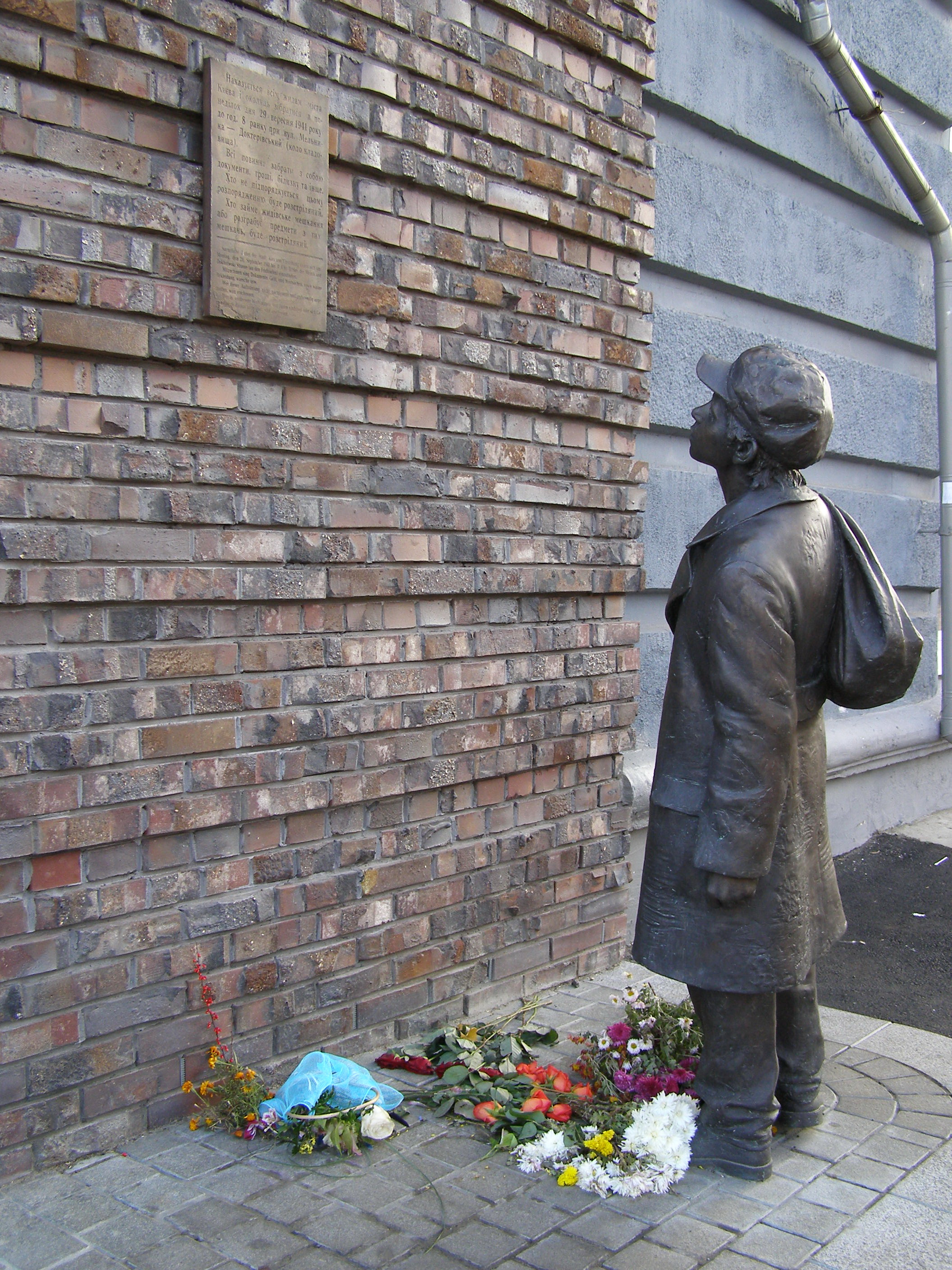